# Louis de Goësbriand
Pour les autres membres de la famille, voir Famille de Goësbriand.
Louis de Goësbriand, né en 1816 et mort en 1899, fut le premier évêque de Burlington au Vermont.

## Biographie
Né à Saint-Urbain dans le Finistère en France le 4 août 1816, il fit ses études à Saint-Sulpice de Paris, où il est ordonné par Joseph Rosati le 13 juillet 1840.
Il fut curé de Louisville dans l'Ohio (1840–1846), secrétaire de Louis Amédée Rappe à Toledo dans le même état (1846–1848), grand-vicaire de l'évêque à Cleveland (1848–1853).
De 1853 à 1899, il est le premier évêque de Burlington dans le Vermont. Il est sacré le 30 octobre 1853 par Gaetano Bedini.
Il est décédé à Burlington, le 3 novembre 1899.